# Veľký Biel
Veľký Biel (Hongaars:Magyarbél) is een Slowaakse gemeente in de regio Bratislava, en maakt deel uit van het district Senec. Veľký Biel telt 2203 inwoners. De Hongaren vormen met 700 personen een minderheid.
In het verleden was het dorp een puur Hongaars dorp, in 1880 vormde de Hongaren nog ruim 90% van de bevolking. In 1920 wordt het afgesneden van Hongarije en gaat het dorp op in het nieuw gevormde Tsjecho-Slowakije. In 1991 waren de Hongaren nog net in de meerderheid met 51% van de bevolking. Sindsdien vormen de Slowaken de meerderheid. 
Bernolákovo · Blatné · Boldog · Čataj · Dunajská Lužná · Hamuliakovo · Hrubá Borša · Hrubý Šúr · Hurbanova Ves · Chorvátsky Grob · Igram · Ivanka pri Dunaji · Kalinkovo · Kaplna · Kostolná pri Dunaji · Kráľová pri Senci · Malinovo · Miloslavov · Most pri Bratislave · Nová Dedinka · Nový Svet · Reca · Rovinka · Senec · Tomášov · Tureň · Veľký Biel · Vlky · Zálesie